# Invers funktion
Invers funktion eller bara invers (av ”invertera” och av latinets invertere ”omvända”) är inom matematiken namnet på en funktion som upphäver en annan funktion. Den inversa funktionen {\displaystyle f^{-1}:Y\to X} till en funktion {\displaystyle f} är sådan att {\displaystyle f^{-1}(f(x))=x} för alla {\displaystyle x\in X} och {\displaystyle f(f^{-1}(y))=y} för alla {\displaystyle y\in Y}. 
En funktion f har en invers funktion om och endast om f är bijektiv. 

## Inverterbar funktion
En funktion {\displaystyle f\,} är inverterbar om och endast om den är  bijektiv, det vill säga
1. {\displaystyle f(x_{1})=f(x_{2})\ \Rightarrow \ x_{1}=x_{2}\ } för alla {\displaystyle x_{1},x_{2}} i funktionens definitionsmängd – funktionsvärdena i två punkter ur funktionens definitionsmängd, kan endast vara desamma om punkterna också är desamma (injektivitet).
2. Det finns något {\displaystyle x} sådant att {\displaystyle f(x)=y} för alla {\displaystyle y} i målmängden till {\displaystyle f} – funktionens värdemängd är densamma som dess målmängd (surjektivitet).

En funktion som inte är surjektiv kan göras surjektiv genom att begränsa målmängden till värdemängden.

## Exempel
- Funktionerna {\displaystyle f(x)=2x\,} och {\displaystyle f^{-1}(x)={\frac {x}{2}}} är varandras inverser.

- Exponentialfunktionen {\displaystyle x\mapsto a^{x}} med basen a > 0 och de positiva reella talen som målmängd är invers till logaritmfunktionen

{\displaystyle y\mapsto \log _{a}y,\quad y>0}.